# Papilioniformes
Papilioniformes su serija leptira koja obuhvata familje Lycaenidae , Nymphalidae , Papilionidae , Pieridae  i Riodinidae.